# Vitalij Botnar'
Vitalij Valer'evič Botnar' (in russo Виталий Валерьевич Ботнарь?; Bălți, 19 maggio 2001) è un calciatore moldavo naturalizzato russo, portiere svincolato.

## Carriera

### Club
Cresciuto nel settore giovanile della Lokomotiv Mosca, nel 2019 ha disputato un incontro con il Kazanka Mosca, seconda squadra del club russo, militante in terza divisione.
Il 3 febbraio 2020 è stato acquistato dalla Torpedo Mosca. Al termine della stagione 2021-2022 ha contribuito alla vittoria del campionato di seconda divisione e alla conseguente promozione in massima serie. Ha esordito in Prem'er-Liga il 17 luglio 2022, nell'incontro perso per 1-3 contro il Soči.

### Nazionale
Ha rappresentato le nazionali giovanili russe dall'Under-16 all'Under-19.

## Statistiche

### Presenze e reti nei club
Statistiche aggiornate al 21 agosto 2022.
| Stagione        | Squadra         | Campionato      | Campionato | Campionato | Coppe nazionali | Coppe nazionali | Coppe nazionali | Coppe continentali | Coppe continentali | Coppe continentali | Altre coppe | Altre coppe | Altre coppe | Totale | Totale |
| Stagione        | Squadra         | Comp            | Pres       | Reti       | Comp            | Pres            | Reti            | Comp               | Pres               | Reti               | Comp        | Pres        | Reti        | Pres   | Reti   |
| --------------- | --------------- | --------------- | ---------- | ---------- | --------------- | --------------- | --------------- | ------------------ | ------------------ | ------------------ | ----------- | ----------- | ----------- | ------ | ------ |
| 2019-2020       | Kazanka Mosca   | 2D              | 1          | -2         |                 | -               | -               |                    | -                  | -                  |             | -           | -           | 1      | -2     |
| feb.-giu. 2020  | Torpedo Mosca   | 1D              | 2          | -2         | CR              | 1               | -5              |                    | -                  | -                  |             | -           | -           | 3      | -7     |
| 2020-2021       | Torpedo Mosca   | 1D              | 23         | -21        | CR              | 0               | 0               |                    | -                  | -                  |             | -           | -           | 23     | -21    |
| 2021-2022       | Torpedo Mosca   | 1D              | 36         | -32        | CR              | 0               | 0               |                    | -                  | -                  |             | -           | -           | 36     | -32    |
| 2022-2023       | Torpedo Mosca   | PL              | 4          | -7         | CR              | 0               | 0               |                    | -                  | -                  |             | -           | -           | 4      | -7     |
| Totale carriera | Totale carriera | Totale carriera | 66         | -64        |                 | 1               | -5              |                    | -                  | -                  |             | -           | -           | 67     | -69    |

## Palmarès

### Club

#### Competizioni nazionali
- Pervenstvo Futbol'noj Nacional'noj Ligi: 1

Torpedo Mosca: 2021-2022